# Cleora purissima
Cleora purissima là một loài bướm đêm trong họ Geometridae.